# Siu
Siu (a vegades Siyu) fou una petita població a 10 o 12 km a l'est-nord-est de Pate a l'illa de Pate. Els habitants es classifiquen com a bajuns, és a dir bantus procedents de l'emigració a Somàlia del sud. La muralla de la ciutat està datada el 1843 però que podria haver substituït a una anterior; els edificis es consideren del segle xix. La mesquita tenia un minaret i té una inscripció datada entre els anys 1523 i 1524.
La història de Pate en suahili diu que fou fundada el 1497 però la ceràmica musulmana-sassànida que s'hi ha trobat fan pensar que ja existia un establiment anterior. El 1589 Siu fou saquejada pels otomans liderats per Amir Ali; un rei local que era vassall de Portugal. Aquest va trair als portuguesos que en retornar el van empresonar i van destruir dues mil palmeres com a revenja. El primer cop que s'esmenta la ciutat de manera escrita fou en ocasió de la visita de Gaspar de Sant Bernadí l'any 1606, que relata que per mitjà de comerciants indis va poder conversar amb el rei, i diu que la població no tenia gens d'interès en comerciar. No se la torna a esmentar fins al 1773 quan depenia de Pate, sultanat contra el qual es va revoltar el 1776, però Pate la va recuperar el 1829. El governador Bwana Mataka (el seu nom àrab sent Muhammad Ishak ibn Mbarak ibn Muhammad ibn Oman Famau) es va revoltar contra Pate el 1833 i contra Sayyid Said de Zanzíbar, va reunir una força a Lamu, però fou derrotat; el 1843 fou derrotat altre cop i el 1847 es va construir un fortí que fou ocupat el 1857 per les forces del sultà de Zanzíbar. Sui no va tardar a aixecar-se en una altra revolta i l'any 1863 va recuperar la independència, però van ser derrotats tres anys després per Zanzíbar. El fort encara es conserva, però la resta de la ciutat està en ruïnes.